# Serik Jeleuow
Serik Samatowitsch Jeleuow (* 15. Dezember 1980 in Qaraghandy) ist ein ehemaliger kasachischer Boxer im Leichtgewicht. 
Er gewann im März 2004 die asiatische Olympiaqualifikation in der Volksrepublik China und nahm anschließend an den Olympischen Spielen 2004 in Athen teil. Dort gewann er im Achtelfinale gegen den Olympiasieger von 2008 Félix Díaz (28:16) und im Viertelfinale gegen den Weltmeister von 2009 Domenico Valentino (29:23), ehe er im Halbfinale gegen den späteren Profiweltmeister Amir Khan (26:40) ausschied und eine Bronzemedaille gewann.
Bei der asiatischen Olympiaqualifikation 2008 in Thailand verlor er im Viertelfinale gegen den Asienmeister Hu Qing. Kasachstan schickte daraufhin Merei Aqschalow zu den Olympischen Spielen 2008.